# Ñef

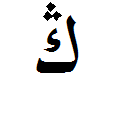
Ñef in isolierter Form

Ñef ist ein arabischer Buchstabe, der Bestandteil des erweiterten arabischen Alphabetes zur Schreibung der osmanischen Sprache ist. Er wurde neben den vier persischen Buchstaben Buchstaben Pe, Tsche, Že und Gaf dem arabischen Grundalphabet hinzugefügt, um den velaren n-Laut (in der turkologischen Umschrift mit ñ bezeichnet, IPA [ŋ]) schreiben zu können. Das Ñef wird wie ein Kāf geschrieben, jedoch mit drei Punkten darüber. Es hat keinen Zahlenwert. Der Buchstabe wurde aus dem Osmanischen auch in die arabisch-basierten Schriften der zentralasiatischen Turksprachen wie Kasachisch, Turkmenisch, Kirgisisch, Usbekisch und Uigurisch übernommen.
Bei der Abschaffung des arabischen Alphabets zugunsten des lateinischen 1928 (und somit vom Übergang vom Osmanischen zum modernen Türkisch) wurde für das Ñef das N und somit derselbe Buchstabe wie fürs Osmanische Nūn eingeführt, da im Istanbuler Dialekt, der als Maßstab herangezogen wurde, zwischen beiden Lauten nicht unterschieden wurde. Die Unterscheidung zwischen beiden Lauten (velarem ñ und „normalem“, d. h. alvoeolarem n) ging somit in der Schriftsprache verloren, ist in anatolischen Dialekten jedoch noch vorhanden.

## Beispiele
- بڭا (baña), meist بكا geschrieben, heute bana (Dativ von ben, mir)
- سنڭ (seniñ), meist سنك geschrieben, heute senin (Genitiv von sen, deine[r/s])
- سڭا (saña), meist سكا geschrieben, heute sana (Dativ von sen, dir)
- آنڭ (anuñ), meist آنك geschrieben, heute onun (Genitiv von o, seine[r/s]/ihre[r/s])
- آڭا (aña), meist آكا geschrieben, heute ona (Dativ von o, ihm/ihr)
- بيڭ (biñ), meist بيك geschrieben, heute bin (tausend)

## Ñef in Unicode
| Unicode Codepoint | U+06AD           |
| Unicode-Name      | ARABIC LETTER NG |
| HTML              | &#1709;          |
| ISO 8859-6        | nicht vorhanden  |